# Feriados em Angola
Este artigo fala sobre os feriados em Angola referente ao ano civil de 2018 .
| Data            | Nome                                                | Observações |
| --------------- | --------------------------------------------------- | --- |
| 1 de Janeiro    | Ano Novo                                            | Confraternização universal - Celebração da entrada de um novo ano no Calendário Gregoriano                                |
| 4 de Fevereiro  | Dia do Início da Luta Armada de Libertação Nacional | A Guerra pela Independência de Angola começou oficialmente nesta data                                                     |
| 13 de Fevereiro | Carnaval                                            | Carnaval - Feriado Móvel (muda todos os anos)                                                                             |
| 4 de Abril      | Dia da Paz                                          | Foi assinado o acordo de Paz entre as Forças Armadas de Angola e a facção armada do partido Unita (já sem Jonas Savimbi). |
| 30 de Março     | Sexta Feira Santa                                   | Sexta Feira Santa - Feriado Religioso (católico) - Feriado Móvel (muda todos os anos)                                     |
|                 |                                                     | |
| 1 de Maio       | Dia do Trabalhador                                  | Dia Internacional do Trabalhador                                                                                          |
| 17 de Setembro  | Fundador da Nação e Dia dos Heróis Nacionais        | Dia do Herói Nacional - Data que celebra o nascimento de Agostinho Neto                                                   |
| 2 de Novembro   | Dia de finados                                      | Feriado Religioso (católico)                                                                                              |
| 11 de Novembro  | Dia da Independência                                | Dia em que Angola alcançou a sua Independência (11-11-1975)                                                               |
| 25 de Dezembro  | Natal                                               | Dia de Natal e da Família - Feriado religioso (católico)                                                                  |

## Datas comemorativas que não são feriados
| Data            | Nome                                                             |
| --------------- | ---------------------------------------------------------------- |
| 04 de Janeiro   | Dia dos Mártires da Repressão Colonial                           |
| 25 de Janeiro   | Dia da Cidade de Luanda - Apenas quando é decretado pelo Governo |
| 14 de Fevereiro | Dia dos Namorados (Dia de São Valentim)                          |
| 02 de Março     | Dia da Mulher Angolana                                           |
| 15 de Março     | Dia da Expansão da Luta Armada de Libertação Nacional            |
| 14 de Abril     | Dia da Juventude Angolana                                        |
| 01 de Junho     | Dia Internacional da Criança                                     |
| 10 de Dezembro  | Dia Internacional dos Direitos Humanos                           |

Lei sobre feriados nacionais introduz datas de celebração nacional 
Em Angola o dia dos Mártires da repressão colonial deixou de ser feriado 